# Halloween 6
Pour les articles homonymes, voir Halloween (homonymie).
Série Halloween
Halloween 5 :
La Revanche de Michael Myers
(1989) Halloween, 20 ans après
(1998)
Pour plus de détails, voir Fiche technique et Distribution.
Halloween 6 : La Malédiction de Michael Myers ou La malédiction de Michael Myers au Québec (Halloween: The Curse of Michael Myers) est un film d'horreur américain réalisé par Joe Chappelle et sorti en 1995. Ce long métrage fait partie de la série de films Halloween.
Il met en scène une dernière fois Donald Pleasence dans le rôle du docteur Loomis, l'acteur décède quelques mois après la fin du tournage. Paul Rudd dans le rôle de Tommy Doyle et Marianne Hagan dans celui de Kara Strode. À la suite de plusieurs désaccords, Danielle Harris est remplacée par J. C. Brandy pour le rôle de Jamie Lloyd.
Le film se déroule six ans après les événements du précédent film, Michael Myers est retenu en otage par une secte, tout comme sa nièce Jamie Lloyd, 15 ans. Celle-ci vient de mettre au monde son enfant que la secte compte sacrifier. Elle réussit à s’échapper avec son bébé mais est tuée par Michael Myers. Pendant ce temps, les Strode ont emménagé dans la maison des Myers. Pendant ce temps, Haddonfield se prépare à passer un 31 octobre en délaissant Halloween, fête sur laquelle plane l’ombre menaçante de Michael. Le docteur Samuel Loomis sort quant à lui de sa retraite pour traquer à nouveau le tueur d'Halloween.
Ce sixième volet réussi à performer davantage que le précédent opus au box office en rapportant 15 116 634$.

## Synopsis
Six ans après, le mystérieux homme en noir — qui avait aidé Myers au poste de police d'Haddonfield — a enlevé Michael Myers et sa nièce Jamie Lloyd. L'homme fait partie d'une secte au culte druidique. La veille d'Halloween, Jamie, âgée quinze ans, accouche et s'échappe avec son bébé dans une camionnette volée avec Michael à sa poursuite. L'enfant, créé par fécondation in vitro, est également celui de Michael. Jamie accouche le 30 octobre 1995. Le bébé est emmené par l'homme en noir, qui semble être le leader d'une sorte de culte druidique. Plus tard ce soir-là, Marie, une infirmière, aide Jamie à s'échapper avec son bébé pour le sauver. Michael, dans sa poursuite de Jamie et maintenant de son nouveau-né, tue rageusement l'infirmière. Jamie fuit avec son bébé dans une camionnette volée à un automobiliste ivre (qui devient rapidement la prochaine victime de Michael) et se cache dans une station de bus sombre et déserte. Elle appelle à l'aide sur une station de radio locale, ignorée par le DJ Barry Simms qui fait une émission sur les meurtres d'Haddonfield. Michael Myers la retrouve, elle s'échappe mais doit s'éloigner de la route. Épuisée, elle entre dans une vieille grange où Michael la pousse dans les herses d'un tracteur qui la transpercent. Dans un dernier défi, elle lui dit qu'il ne retrouvera pas l'enfant. Il met en route les herses et l'achève, mais découvre que Jamie n'avait effectivement plus le bébé.
Pendant ce temps, Tommy Doyle, l'enfant que Laurie Strode gardait dans le premier film, surveille la famille qui a emménagé dans l'ancienne maison des Myers en face de la maison de pension où il vit. Cette famille est dirigée par une femme mystérieuse nommé Mme Blankenship. Pendant des années, Tommy a été obsédé par la recherche de la vérité derrière les motivations meurtrières de Michael Myers. Après avoir entendu Jamie appeler sur une émission de radio locale, Tommy se rend sur place et trouve son bébé caché à la gare routière, il prend soin de l'enfant et le nomme Steven. Il va ensuite voir le Dr Samuel Loomis à l'hôpital d'Haddonfield et lui annonce qu'une famille vit dans l'ancienne maison des Myers, et tous deux sont convaincus que Michael va revenir à Haddonfield. Les personnes vivant dans la maison Myers sont des parents de la famille Strode qui avait adopté Laurie. Alors que Kara Strode, son fils de six ans, Danny, avec son propre frère Tim, sont à l'école, le Dr Loomis rend visite à leur mère Debra Strode et lui révèle qu'elle vit dans la maison des Myers. Après son départ, Debra appelle son mari et tente de le convaincre de quitter Haddonfield, mais elle est tuée par Michael.
Plus tard, Kara revient chez elle pour trouver Danny dans sa chambre avec Tommy, qu'il a rencontré alors qu'il rentrait chez lui. Les trois vont à la maison de Tommy à côté de la rue, où Tommy révèle à Kara qu'il pense que Michael a été sélectionné parmi des gens qui sont sous l'influence d'un ancien symbole runique appelé Thorn, que les druides trouvaient à l'origine dans une constellation qui apparaît parfois le soir d'Halloween. Il s'agit d'une très ancienne malédiction qui représente un démon à l'origine d'Halloween, qui propage la maladie. Pour éviter cela, un enfant de chaque tribu a été choisi pour hériter de la malédiction et offrirait le sacrifice du sang de ses proches dans la nuit de Samain, ce qui permettait d'effacer les maux du reste de la tribu. Cette secte a fait resurgir cette malédiction en la personne de Michael Myers, né à Halloween, avec qui ils avaient commencé il y a de cela une trentaine d'années. La malédiction explique pourquoi Michael tente sans relâche de tuer sa famille. Finalement, il devait lui-même produire un enfant à tuer, ce qui représenterait « le sacrifice ultime ».
Alors que Tommy va à la recherche du Dr Loomis à une fête au Collège d'Haddonfield, Mme Blankenship révèle à Kara, après avoir parlé à Danny, qu'elle gardait Michael Myers quand il a tué sa sœur il y a plusieurs années, et que Danny entend la « voix » lui disant de tuer tout comme Michael Myers l'a entendue quand elle le gardait, le soir où il a tué Judith. Ceci indique qu'il sera le prochain enfant sous l'influence de Thorn s'il n'est pas mis sous une protection permanente. Pendant ce temps, Michael tue Barry Simms, puis Tim et sa petite amie Beth. Tommy retourne à la pension avec le Dr Loomis, où l'homme en noir se révèle enfin comme le Dr Wynn, qui n'était autre que le confrère du Dr Loomis dans le premier film. Après une épreuve de force, lui et les personnes à son service qui entretiennent le culte de Thorn prennent Kara, Danny, Steven et Michael au sanatorium de Smith's Grove, en droguant Tommy et le Dr Loomis. Quand ils se réveillent, ils les suivent à Smith's Grove, l'hôpital où fut et est à nouveau interné Michael, où Loomis retrouve le Dr Wynn. Wynn lui affirme avoir reconnu et corrompu le mal à l'intérieur de Michael, et que le bébé de Jamie représente un nouveau cycle de celui-ci. Après qu'il eut invité Loomis à se joindre à la conspiration, Loomis, dégoûté, tente de le tuer avant d'être assommé par un membre du personnel.
Pendant ce temps, Tommy trouve Kara enfermée dans une chambre dans le quartier de sécurité maximale. Après avoir repoussé Michael qui s'est encore échappé au moment opportun, ils continuent de chercher Danny et Steven. Dans le couloir, ils voient une équipe de chirurgiens, debout près d'une salle d'opération. Le Dr Wynn se joint à eux et ils opèrent une personne, visiblement sur le point de réaliser une percée médicale. Il est vaguement laissé entendre que le Dr Wynn essaie d'exploiter le mal de Michael à des fins scientifiques à l'aide des femmes de l'institution. Tommy et Kara se faufilent dans la chambre voisine où ils trouvent les enfants. Ils regardent les médecins commencer à effectuer la procédure, mais ils sont interrompus par Michael qui les abat tous à la machette, y compris Wynn et l'opérée. Tommy, Kara et les enfants courent poursuivis par Michael jusqu'à ce qu'ils se cachent dans un laboratoire de haute technologie médicale. À l'intérieur du laboratoire, Kara découvre des réservoirs contenant des fœtus humains avec un tableau des runes et les codes de lettres scientifiques, tous deux reliés entre eux par le symbole Thorn.
Michael s'introduit dans la pièce où Tommy lui injecte des produits corrosifs et le bat avec un tuyau de plomb. Comme le Dr Loomis, Tommy, Kara, Danny et Steven sont sur le point de s'échapper, Loomis leur dit de continuer sans lui, car il a « une petite entreprise » à faire. Il leur a conseillé de rester une famille unie contre laquelle Michael ne pourra rien, affaibli par leur amour pour Danny et Steven. De retour à l'intérieur du bâtiment, le masque de Michael est retrouvé gisant sur le sol de la salle du laboratoire. Au même moment, un cri retentit.

## Fiche technique
Sauf indication contraire, les informations mentionnées dans cette section peuvent être confirmées par les bases de données cinématographiques IMDb et Allociné,  présentes dans la section « Liens externes ».
- Titre original : Halloween: The Curse of Michael Myers
- Titre français : Halloween 6 : La Malédiction de Michael Myers[N 1]
- Titre québécois : La malédiction de Michael Myers[1],[3] ou Halloween : La Malédiction de Michael Myers
- Réalisation : Joe Chappelle
- Scénario : Daniel Farrands, d'après les personnages créés par John Carpenter et Debra Hill
- Musique : Alan Howarth et Paul Rabjohns
- Direction artistique : T. K. Kirkpatrick
- Décors : Bryan Ryman
- Costumes : Ann Gray Lambert
- Maquillage : Ryan McCormick et Linda Samodral
- Photographie : Billy Dickson
- Son : Ed Golya, G. Michael Graham, Richard D. Rogers
- Montage : Randy Bricker
- Production : Paul Freeman
  - Production déléguée : Moustapha Akkad
  - Production associée : Malek Akkad
- Sociétés de production : Miramax, Dimension Films[4], Nightfall Productions, Trancas International Films et Halloween VI Productions
- Sociétés de distribution : Miramax Films (États-Unis), Alliance Vivafilm (Québec), Buena Vista Distribution et Hollywood Pictures (France), Concorde Film et RCV Film Distribution (Belgique)
- Budget : 5 millions de $[5]
- Pays de production :  États-Unis
- Langue originale : anglais
- Format : couleur - 35 mm - 1,85:1 Panavision) - son Ultra Stéréo / Dolby Digital
- Genre : épouvante-horreur (slasher), thriller
- Durée : 87 minutes ; 95 minutes (version producer's cut)
- Dates de sortie[6] :
  - États-Unis : 29 septembre 1995
  - France : 10 mars 1998 (en VHS)
- Classification :
  - États-Unis : interdit aux moins de 17 ans (R – Restricted)[N 2]
  - France : interdit aux moins de 12 ans
  - Québec : 16 ans et plus (16+ / 16 years and over), requalié en 1996 par 13 ans et plus (13+ / 13 years and over)[3]

## Distribution
- Donald Pleasence (VF : Raymond Baillet ; VQ : Hubert Fielden) : Dr Samuel Loomis
- George P. Wilbur : Michael Myers
- Paul Rudd (VF : Bertrand Liebert ; VQ : Gilbert Lachance) : Tommy Doyle
- J. C. Brandy (VQ : Natalie Hamel-Roy) : Jamie Lloyd
- Marianne Hagan (VF : Brigitte Aubry ; VQ : Geneviève De Rocray) : Kara Strode
- Devin Gardner (VF : Hervé Grull ; VQ : Nicolas Pensa) : Danny Strode
- Mitch Ryan (VF : Michel Ruhl ; VQ : Léo Ilial) : Dr Terence Wynn
- Bradford English (VF : Dominique Paturel ; VQ : Hubert Gagnon) : John Strode
- Kim Darby (VF : Marie-Martine) : Debra Strode
- Mariah O'Brien (VF : Sybille Tureau ; VQ : Manon Arsenault) : Beth
- Leo Geter (VF : Emmanuel Karsen ; VQ : Sébastien Dhavernas) : Barry Simms
- Keith Bogart (VF : David Krüger ; VQ : Joël Legendre) : Tim Strode
- Janice Knickrehm (VF : Liliane Gaudet) : Mme Blankenship
- Susan Swift (VQ : Hélène Mondoux) : Mary
- Alan Echeverria (VF : Georges Caudron) : Dr Bonham
- Hildur Ruriks (VF : Anne Rochant) : Dawn Thompson
- A. Michael Lerner : Michael Myers (scènes additionnelles)

Version française réalisée par Audiophase ; direction artistique : Georges Caudron ; adaptation des dialogues : François Vidal ; enregistrement et mixage : Jean-Yves Rousseaux
Version québécoise réalisée par Cinélume ; direction artistique : Claudine Chatel ; adaptation des dialogues : Gérard Grugeau

## Production

### Développement
En 1990, le scénariste Daniel Farrands, fan de longue date de la série, s'emploie à écrire un scénario qui explique les divers points sombre du précédent film. Il propose alors son projet à Moustapha Akkad mais après une série de batailles juridiques, les droits de la franchises sont rachetés par le studio de production Miramax. L'intention de faire un 6e film ne se fait pas attendre, et les studios commencent la recherche d'un scénariste. Après plusieurs tentatives infructueuses, c'est finalement Dan Farrands qui est choisi pour écrire le film. Du côté du réalisateur, c'est Joe Chappelle qui est choisi pour le mettre en scène. Le film est alors appelé Halloween 666 : The Origin of Michael Myers mais la production le change finalement pour Halloween: The Curse of Michael Myers. Pour des raisons de restrictions budgétaires, le scénario de Farrands se voit amputé de plusieurs scènes. Le scénario ne cesse d'être réécrit pour économiser le budget de production. Malheureusement, les réécritures scénaristique et les conflits avec les producteurs finissent par nuire à la qualité du film.
Une version Producer's cut, plus proche du scénario original, fait son apparition quelque temps après la sortie du film.

### Attribution des rôles
Côté casting, Danielle Harris est d'abord envisagée par la production pour reprendre le rôle de Jamie Lloyd. Ne pouvant conclure un accord sur son salaire et en désaccord avec le meurtre de son personnage au début du film, Harris choisi finalement de ne pas reprendre son rôle. Elle est remplacée par J. C. Brandy. Néanmoins, on peut encore voir Danielle Harris sous forme de Flashback dans la version Producer's Cut du film.
Donald Pleasence reprend son rôle du docteur Samuel Loomis pour une cinquième et dernière confrontation avec Michael Myers. L'acteur n'a jamais vu le film fini car il est mort très peu de temps après le tournage principal des suites d'une opération cardiaque. Le film lui est d'ailleurs dédié. À un journaliste qui lui demanda un jour s'il ne se lasserait jamais du rôle du Dr Loomis, Pleasence avait ironiquement répondu : « Tant que l'on produira des Halloween, je serai de l'entreprise. J'ai bien l'intention d'apparaître dans Halloween 30, s'il le faut. ». Le rôle de l'héroïne principale est attribué à Marianne Hagan. Le mystérieux homme en noir est interprété par Mitch Ryan. Brian Andrews, qui interprétait le jeune Tommy Doyle dans les deux premiers épisodes d'Halloween, est d'abord envisagé par la production pour reprendre son rôle adulte mais n'ayant pas d'agent artistique, il est totalement introuvable et le rôle est donc attribué à Paul Rudd. George P. Wilbur reprend ici le rôle de Michael Myers qu'il avait déjà interprété en 1988 dans Halloween 4.

### Tournage
Le tournage débute en d'octobre 1994 à Salt Lake City, en Utah. Au cours de la première semaine de tournage, une violente tempête de neige compliqua la production. Les producteurs décidèrent de tourner plus de scènes en intérieur afin d'éviter les retards de planning.
Quelques références se sont aussi glissés dans le film, comme la cellule où est enfermée Kara porte le numéro 237, référence au film Shining de Stanley Kubrick.

## Distinctions
Sauf indication contraire, les informations mentionnées dans cette section peuvent être confirmées par les bases de données cinématographiques IMDb et Allociné,  présentes dans la section « Liens externes ».

### Récompenses
- The Stinkers Bad Movie Awards 1995 : Stinker Award de la suite que personne ne réclamait pour Paul Freeman
- Fangoria Chainsaw Awards 1996 : pire film
- Academy of Science Fiction, Fantasy and Horror Films - Saturn Awards 2015 : Saturn Award de la meilleure collection de DVD / Blu-Ray

### Nominations
- The Stinkers Bad Movie Awards 1995 : pire suite pour Paul Freeman

## Les différentes versions d'Halloween 6

### Halloween 6: La Malédiction de Michael Myers
Durée : 88 minutes. Cette version est la première qui fut projetée en salles. Le film fut l'un des plus controversés de la franchise en raison d'un scénario jugé confus et d'un manque de cohérence[réf. nécessaire].

### Halloween 6: The Director's Cut
Cette version director's cut dure 89 minutes. Elle est inédite en France. Seule la scène d'ouverture est inédite. Une des scènes finales est réintégrée : l'assassinat d'un médecin. Cette scène fut coupée lors du montage final pour que le film ne soit pas interdit en salles aux moins de 17 ans non accompagnés aux États-Unis[réf. nécessaire].

### Halloween 6: The Producer's Cut
Elle dure 95 minutes. Version antérieure à la version sortie en salle, abandonnée par les producteurs après des résultats de projections tests catastrophiques (Marianne Hagan ayant d'ailleurs affirmée que le public issue de cette projection test "se composait principalement de garçons de 14 ans"). Non officielle, cette version n'était initialement disponible qu'en piètre qualité sur VHS. Elle sera cependant rendue disponible auprès du grand public en 2014. Devenue culte après la ventes de copies DVD bootleg illégales, la Producer's Cut sort officiellement 2014 au sein du coffret Blu-ray de la saga édité par Scream Factory.
Dans cette version, le narrateur est Donald Pleasence et non plus Paul Rudd, Jamie ne meurt pas dès le début du film et les scènes concernant la secte sont bien plus nombreuses. C'est cependant la fin du film qui a subi les plus gros changements : le film se concluant sur la mort du Dr Wynn transmettant le symbole Thorn au Dr Loomis, qui apparaît désormais sur son poignet. Se rendant compte qu'il doit maintenant agir lui-même en tant que chef de la secte, Loomis hurle à la fois de désespoir et de dégoût.
Conformément à la vision du réalisateur, la Producer's Cut se veut bien moins gore que la version originale. Elle possède par ailleurs moins de coupes dans l'action, ainsi qu'une bande-son moins "rock", plus proche des travaux d'Alan Howarth[réf. nécessaire].
Selon le scénariste Daniel Farrands, cette version est supérieure à celle sortie au cinéma. Cette version est préférée par les fans de la saga.

### Halloween 6: The Rough Cut
D'une durée de 94 minutes, cette version workprint est inédite en France. Cette version, pratiquement inconnue, est similaire à la version Producer's Cut. Elle n'intègre qu'une scène supplémentaire : une conversation entre le shérif et le docteur Loomis après la mort de Jamie.

### Halloween 6: The TV Cut
Cette version de 91 minutes est également inédite en France. Elle est créée spécialement pour la télévision et intègre quelques scènes de la version Producer's Cut à la version cinéma.